# Constitución del Estado Sucre
La Constitución del Estado Sucre de 2002, es la carta magna o ley básica del estado venezolano de Sucre, ubicado en el noreste de ese país suramericano. La Constitución de Sucre fue redactada y aprobada por el  Consejo Legislativo del Estado Sucre (Parlamento unicameral regional) como todas las leyes nacionales o estadales venezolanas fue hecha respetando los lineamientos de la Constitución Nacional de Venezuela de 1999 que garantiza a los 23 estados el derecho a redactar sus propias leyes y organizar sus propios Poderes Públicos.

## Historia
La Constitución Nacional de Venezuela de 1961 contemplaba el derecho de los estados a redactar Constituciones propias, la última Constitución regional aprobada en ese periodo fue la del 11 de abril de 1998. Con la adopción de una nueva Constitución en 1999, la mayoría de los estados de la República elaboraron nuevas Constituciones estatales para adaptarse a los cambios establecidos a nivel nacional.
El Consejo Legislativo del Estado Sucre reunido en Cumaná aprobó una nueva Constitución estatal, que fue publicada en Gaceta Oficial Extraordinaria del Estado Sucre número 742, el 13 de noviembre de 2002.

## Composición
Esta posee 191 artículos, 1 preámbulo, 10 títulos con sus respectivos capítulos, 1 disposición final y 2 disposiciones transitorias.

## Características
- Establece que el Estado de Sucre es una entidad autónoma con personalidad jurídica propia unida a la República Bolivariana de Venezuela.[1]
- El Himno, escudo y bandera del estado serán determinados en una ley estatal.[1]
- El Territorio del estado es el establecido en la Ley de División Territorial de la República, del 28 de abril de 1856, con los cambios celebrados válidamente.
- La Capital permanente del estado es la ciudad de Cumaná.[1]
- El capítulo IV reconoce y garantiza los derechos de los pueblos indígenas.[1]
- Los proyectos de ley estadales y ordenanzas municipales pueden ser sometidos a referéndum estatal o municipal según sea el caso, si así lo solicitasen las 2/3 partes de los parlamentos estatales o municipales.[1]
- El estado organizará sus municipios y parroquias.
- El estado tendrá su propia Policía autónoma.[1]
- El estado poseerá su propia Contraloría y Procuraduría.[1]

## Modificaciones
El texto de la constitución del estado puede ser modificado por iniciativa del consejo legislativo del Estado de Sucre, del gobernador, de 2/3 partes de los concejos municipales o de un porcentaje de los electores inscritos en el registro electoral del estado. Lo sancionado por el parlamento será sometido a referéndum para su aprobación o rechazo.